# Bijele stijene
A Bijele stijene (magyarul Fehér sziklák) egy hegylánc a Nagy-Kapela-hegységben, Horvátországban.

## Fekvése
Mrkopaljtól 15 km-re délkeletre, a Samarske stijene hegyláncától 2 km-re keletre, a Nagy-Kapela középső részén emelkedik. Nagyobbik része Tengermellék-Hegyvidék megye, kisebb része Károlyváros megye területére esik. A két megye közötti határ a Bijele stijene keleti lábát szeli át. 

## Neve
Nevét az erdőzóna fölé emelkedő csúcsok és sziklák kifejezetten fehér színéről kapta.

## Éghajlata
A Bijele stijene környéke párás, havas, erdei éghajlatú, friss nyárral, amely Horvátországban általában csak a Gorski kotar, Lika, a Dinaridák legmagasabb részeire és a Zsumberki-hegység legmagasabb gerincére jellemző. Ezeken a területeken esik a legtöbb csapadék Horvátországban. A Bijele stijene éghajlatára nagy hatással van a Kvarner-öböl közelsége, valamint a domborzat hegyvidéki jellege és az 1000 méter feletti magasság is. A Nagy-Kapelának ezen a területén az átlagos éves csapadékmennyiség 2000-3000 mm, mely egész évben egyenletesen oszlik el, de elsődleges ősszel és tavasszal esik le. A tél hideg, hosszú és bőséges havazással jár.

## Leírása
A Bijele stijene domborzata bővelkedik a karsztformában, amelyek közül a mészkő sziklák sokféle formával tűnnek ki, néha nagyon élesek, közöttük pedig vannak mély, gyakran nehezen áthágható mélyedések és mélységek. A hegység két sor gerincből áll, amelyeket Boca-hágó választ el. A hegygerincek a Dinári irányban (északnyugat-délkelet) húzódnak. A fehér kőzetek többnyire vastag rétegű mészkövekből és breccsa mészkövekből épülnek fel. A jura, és kisebb mértékben a felső jura régebbi részének réteg nélküli gerincmészkövei. A sziklákat hófehér kéreg szegélyezi, amelyet a karsztvidékre jellemző hosszan tartó exodinamikai folyamatok (a nap heve, víz, jég, hó, szél, gravitáció és organizmusok) képeztek. A Bijele stijene legmagasabb csúcsa 1335 m magas.
A Bijele stijene szikláit először Dragutin és Miroslav Hirtz természettudósok kutatták és népszerűsítették a 20. század elején. 1928-ban megépült a „Hirtzova kuća” hegyi menedékház (1968 újat építettek), majd 1952-ben újabb menedékhelyet nyitottak a közeli barlangban, mely a második világháború idején kórházként működött. A Bijele stijene és a Samarske stijene 1175 hektár kiterjedésű együttesét 1985-ben természetvédelmi területté nyilvánították.

## Vizei
A fehér kőzetek nagy mennyiségű csapadékot kapnak, azonban ezt a vizet az áteresztő mészkőaljzat repedésrendszere átereszti, és közvetlenül az altalajba süllyed. Ezért a Bijele stijene területén nincs egyetlen állandó felszíni vízfolyás vagy forrás sem.

## Növényvilág
Az erdős övezetet jegenyefenyő, lucfenyő, bükk, juhar és borókafenyő alkotja. Az alpesi növényvilágnak számos képviselője van. A legismertebb havasi gyopár (Leontopodium alpinum), amely ahol megterem mindenhol védett. Nő még itt a sziklasás (Carex rupestris), az osztrák zergevirág (Doronicum austriacum), a havasi bérclapu (Adenostyles allariae), a havasi kakicsvirág (Cicerbita alpina), a havasi iringó (Eryngium alpinum), az alpesi liliom (lilium carniolicum) és számos más hegyi és erdei növény, páfrányok, mohák.

## Állatvilág
A hegységben medvék, farkasok, hiúzok, rókák, vadászgörények, nyusztok és nyestek, borzok, pelék élnek. A madarak közül jellemző az alpesi feketerigó, a fenyőszajkó és az alpesi harkály. Rajtuk kívül velebiti gyíkok (Lacerta horvathi), fekete szalamandrák és kígyók (sárgászöld haragossikló, keresztes vipera), valamint mások is élnek.

## Galéria
- Bijele stijene
- Bijele stijene
- Bijele stijene
- Bijela stijene
- Bijele stijene
- Bijele stijene